# Amigo de Peniche (culinária)

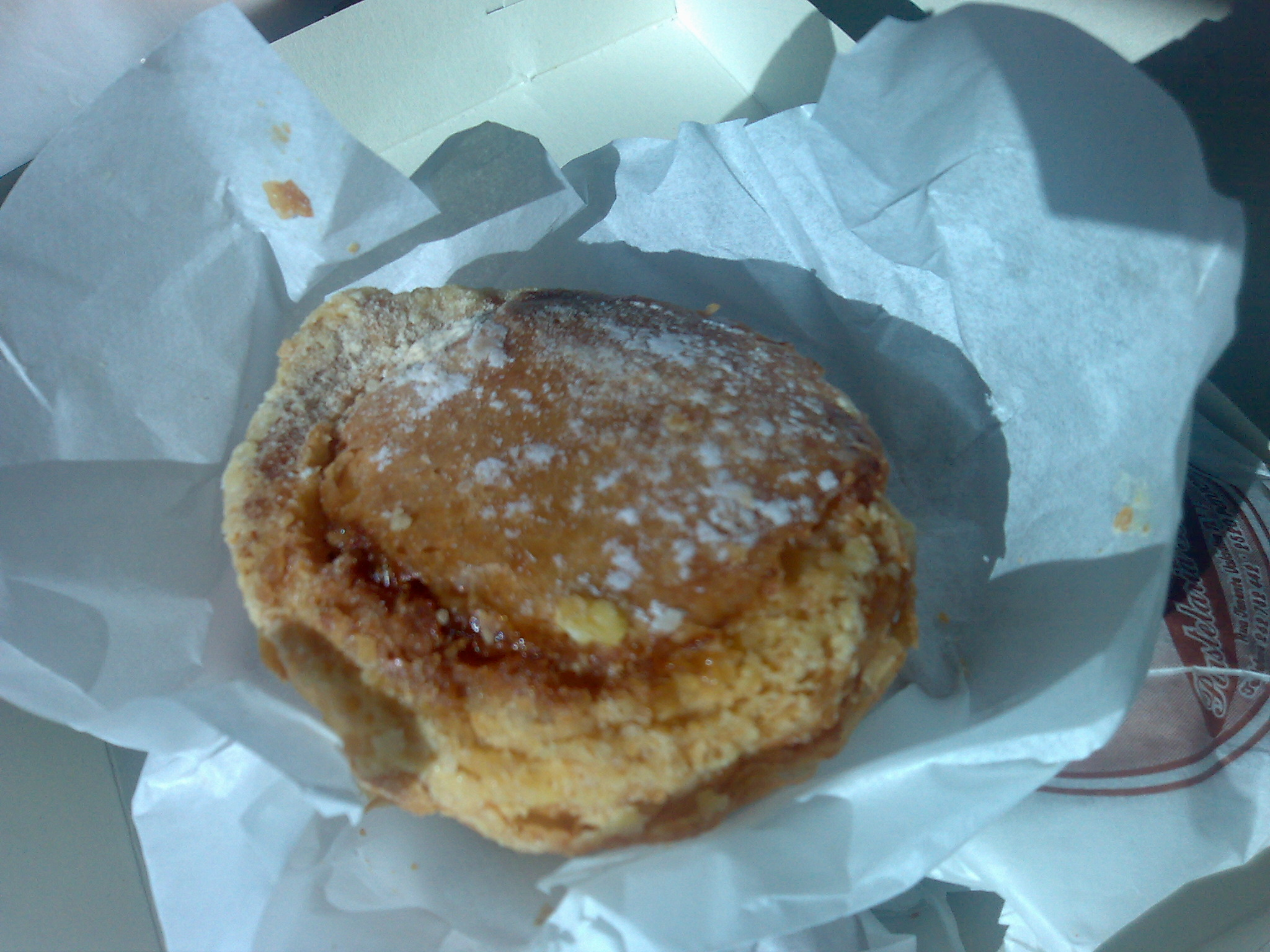
Amigo de Peniche

Amigo de Peniche é um pastel doce típico da cidade de Peniche, em Portugal. O seu nome é inspirado na expressão idiomática amigos de Peniche.
Assemelhando-se, de certa forma, aos pastéis de feijão, os amigos de Peniche podem ser encontrados em diversas pastelarias da cidade. Os seus ingredientes incluem farinha, açúcar, ovos e amêndoa.
São normalmente vendidos envoltos em papel, individualmente ou em caixas de seis pastéis. Por vezes, estas caixas contêm, para além dos pastéis, uma folha de papel descrevendo a origem da expressão amigos de Peniche.